# The Black Douglas Motorcycle Co.
The Black Douglas Motorcycle Co. est un constructeur italien de motos fondé en 2011, spécialisé dans la construction de répliques des années 1920 animées par des moteurs chinois dérivés de monocylindres Honda ou Suzuki.
Les motos sont fabriquées à la main à Melzo, dans la banlieue de Milan,.

## Modèles

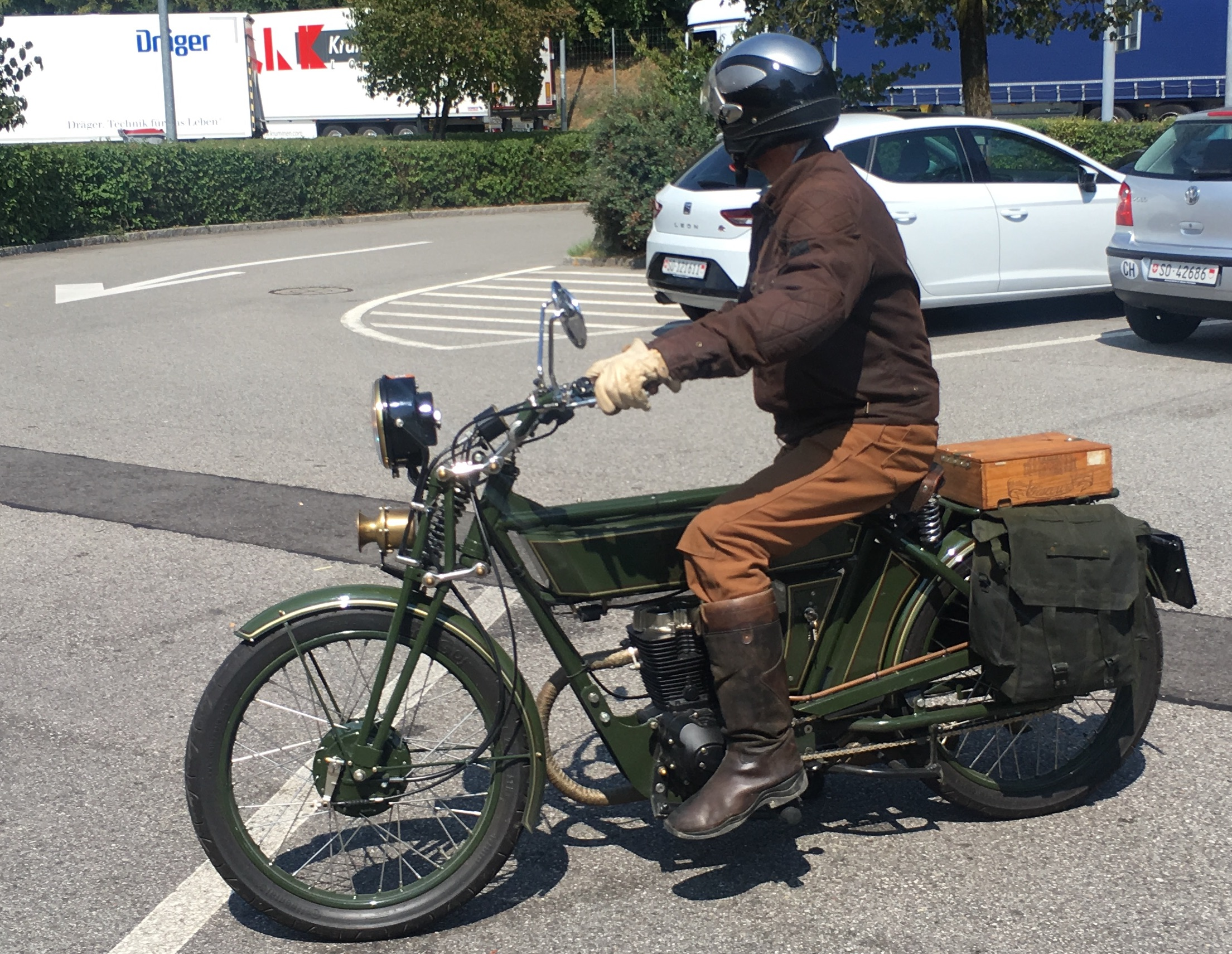
Black Douglas Sterling en Suisse.

- Black Douglas Sterling 125
- Black Douglas Sterling 250[3]